# Maankoek
Een maankoek is een van oorsprong Chinees gebak dat vanaf het midden van augustus op grote schaal verkocht wordt. Ze zijn een onverbrekelijk onderdeel van midherfstfeesten, en worden dan vooral in de familiekring gegeten in het zicht van de volle maan. Maankoeken worden vaak in kleine partjes verdeeld, waarvan iedereen een partje krijgt. Maankoeken worden niet alleen in China gegeten maar ook door Chinezen elders en in landen als Japan, Zuid Korea en Vietnam. Maankoeken koopt men zelf of men krijgt ze cadeau. Sommigen maken ze zelf. Liefhebbers bewaren ze in de koelkast of diepvriezer, zodat ze nog een paar maanden meegaan. 
Er zijn veel lokale varianten, onder andere wat betreft de vulling. De traditionele maankoeken zijn rond en hebben een diameter van tien centimeter, een hoogte van vier tot vijf centimeter en een goudbruine kleur als een croissantje. De traditionele maankoeken worden in de oven gebakken en de moderne varianten worden soms niet gebakken. De vulling is traditioneel lotuszaadpasta (met meloen) of rodebonenpasta. 
Al met al is het een grote industrie, waarbij de jaarlijkse omzet in miljarden dollars uitgedrukt wordt.

## Oorsprong
Midherfstfeesten gaan zo'n drieduizend jaar terug, en vermoedelijk horen maankoeken daar al heel lang bij. Er zijn diverse anekdotische verhalen over de herkomst. Het meest populaire verhaal is dat Chinezen aan het einde van de Yuan-dynastie briefjes in maankoeken verstopten om elkaar te vertellen wanneer ze de Mongoolse Yuan-dynastie omver zouden werpen. Het werd bedacht door Liu Bowen uit de Chinese provincie Zhejiang. Hij was adviseur van de Chinese rebel Zhu Yuanzhang die in de groep van rode hoofddoeken hoorde. Op het briefje in de maankoek stond vermeld: "Op de vijftiende van de achtste maand gaan we de Mongolen doden/八月十五殺韃子". De Mongolen werden met succes omvergeworpen en er kwam weer een nieuwe Han-Chinese dynastie, de Ming-dynastie. Zhu Yuanzhang werd de eerste keizer en de grondlegger van deze dynastie.
Vandaag de dag brengen maankoeken vaak een boodschap over door een tekst op de buitenkant: dit dan in de vorm van een algemene gelukwens.